# 함운경
함운경(咸雲炅, 1964년 3월 18일~)은 대한민국의 정치인이다.

## 생애
386세대로, 80년대 학생운동의 상징적인 인물로 평가받는다. 1985년 4월 서울대 총학생회장 선거에서 홍보용 벽보와 유인물을 통해 "양키는 집으로 돌려보내져야 한다" "핵기지가 철수돼야 한다"는 주장을 펴고 1985년 5월 서울대학교 삼민투 위원장으로서 서울 미문화원 점거농성사건을 주도하고 투옥되었다. 국가보안법 위반 혐의로 원주교도소에 수감중이던 1987년 7월 21일 교도소 면회실에서 면회도중 아크릴판을 깨 동맥절단 소동을 벌인뒤 25일까지 단식농성을 했다는 사실이 널리 알려지자 법무부 교정관계자는 "최근의 구속자 석방 조치이후 원주교도소에 수감중인 시국관련 피고인들을 다른 교도소로 이송하자 강제이송이라고 주장하며 이같은 소동을 벌이고 단식하다 25일밤 변호인을 면회하고 난 뒤에 단식을 중단했다"고 하면서 "함운경은 이 소동으로 팔이 약간 긁힌 정도의 상처를 입었을 뿐이며 동맥절단은 전혀 사실과 다르다"고 말했다.
2024년 2월 서울특별시 마포구 을 선거구에 국민의힘 후보로 전략공천되었다.

## 학력
- 전주교육대학교군산부설초등학교
- 군산제일중학교
- 군산제일고등학교
- 서울대학교 물리학 학사

## 경력
- 1985. 5. 서울대학교 삼민투 위원장, 美문화원 점거농성 지휘
- 1994 ~ 1995 한국민주청년단체협의회 부의장
- 1996. 4. 제15대 총선 출마(무소속, 서울관악갑)
- 1998 ~ 2004 한국정치발전포럼 대표
- 2000. 1. ~ 군산미래발전연구소 소장
- 2000. 4. 16대 총선 출마(무소속, 전북군산)
- 2006. 5. 제4회 동시지방선거 전북 군산시 시장 후보
- 2012. 1. 제19대 국회의원선거 예비후보자 (민주통합당, 전북 군산)
- 2015.12. 제20대 국회의원선거 예비후보자(무소속, 전북 군산)
- 노무현재단 기획위원
- 전) 노무현대통령 직속 동북아경제중심추진위원회 자문위원
- 주식회사 네모선장 대표
- 공화주의아카데미 상임대표
- 민주화운동 동지회 회장
- ESG청색기술포럼 발기인
- 2024. 5.~ 국민의힘 서울특별시당 마포구 을 당원협의회 위원장
- 2025. 4.~2025. 5.: 국민의힘 한동훈 제21대 대통령 선거 경선후보 국민먼저 캠프 국민소통본부장

## 저서
- 대통령을 꿈꾸는 삼학동 소년(1999) ISBN 8995115904
- 할때됐다 함운경
- 공화주의 솔루션대한민국의 미래를 위해, 우리는 어떻게 싸울 것인가!

## 역대 선거 결과
|  | 8.82% |

|  | 27.81% |

|  | 37.58% |

|  | 21.51% |

|  | 6.29% |

|  | 38.77% |